# حمله ۱۳۸۶ هتل کابل سرینا
حمله ۱۳۸۶ هتل کابل سرینا یک حمله مسلحانه به باشگاه هتل کابل سرینا در کابل، افغانستان در تاریخ ۲۴ جدی/دی ۱۳۸۶ بود که طالبان مسئولیت آن را بر عهده گرفت.
یک هیئت نروژی بریاست جوناس گار استور وزیر امور خارجه آن کشور، در زمان حمله در هتل اقامت داشت. این حمله منجر به کشته شدن شش نفر از جمله یک خبرنگار نروژی به نام کارستن توماسن (Carsten Thomassen) شد. شش تن دیگر در این حمله زخمی شدند.
هتل کابل سارینا یک هتل پنج ستاره در کابل است که توسط Group Arcop Architects و since its reopening ساخته شده و از زمان تأسیس آن در سال ۲۰۰۵ تاکنون مورد استفاده کارکنان رسانه‌های بین‌المللی و سیاستمداران قرار گرفته‌است. این هتل همچنین منزل سفیر استرالیا در افغانستان نیز می‌باشد.

## جزئیات

### حمله
در ساعت ۶:۳۰ عصر به وقت محلی، سه مرد با لباس یونیفرم پلیس یک حواس‌پرتی ایجاد کردند تا شخص چهارم وارد هتل شده و جلیقه انتحاری خود را منفجر کند. ذبیح‌الله مجاهد سخنگوی طالبان مدعی شده بود که نظامیان مسلح به تفنگ‌های خودکار ای کی-۴۷ و نارنجک دستی و جلیقه انتحاری مجهز بوده‌اند. پس از آنکه ماشین بمب‌گذاری شده در بیرون محوطه هتل منفجر شد، حمله‌کنندگان شروع به تیراندازی داخل محوطه ساختمان کردند.به گفته یکی از سخنگویان ناتو، یکی از محافظان موفق به کشتن یکی از مهاجمان قبل از ورود به هتل شده‌است.
دو نفر از مهاجمان نارنجک دستی خود را سمت نگهبانان پرتاب کرده و سپس وارد هتل شدند. هنگامی که آن‌ها وارد هتل شدند یکی از مهاجمان جلیقه انتحاری خود را منفجر کرد و یک مهاجم دیگر که یونیفرم پلیس بر تن داشت شروع به شلیک با صلاح کلاشنیکف خود کرد. به گفته سخنگوی وزارت امور خارجه نروژ مقامات نروژی هنگام حمله و انفجار در یک جلسه حضور داشتند.
شبه نظامیان ظاهراً برنامه داشتند تا محل تمرینات و تجهیزات آبگرم هتل را که مورد استفاده بسیاری از خارجیان است را هدف قرار دهند.
پس از حمله نیروهای آمریکایی و افغانستانی در صحنه حاضر شدند تا محیط هتل را مسدود و جستجو برای بقیه مهاجمان را آغاز کنند. پیمانکاران خصوصی امنیتی که توسط دولت ایالات متحده آمریکا استخدام شده بودند از اولین کسانی بودند که در محل حاضر شدند. پس از رسیدن آن‌ها طبق روش معمول، پاکسازی هتل را اتاق به اتاق شروع کردند. آن‌ها بیش از ۲۰ تبعه خارجی را با ماشین‌های زرهی لندکروز و سابربان از محل خارج کردند. نیروهای نروژی آیساف در کابل، زخمی‌ها و بقیه افراد را از هتل خارج کردند. نیروهای نروژی از دو ماشین از دو ماشین Sisu XA - 186 و یک ماشین پاترول و یک پزشک و پرستار هنگام تخلیه استفاده کردند.

### تلفات
| کشور                | تعداد |
| ------------------- | ----- |
| نروژ                | ۱     |
| افغانستان           | ۲     |
| فیلیپین             | ۱     |
| ایالات متحده آمریکا | ۱     |
| مجموع               | ۵     |

گفته شده در این حمله شش تن کشته و شش تن دیگر زخمی شدند. دو نروژی در اثر شلیک گلوله به شدت زخمی شدند. یکی از آنان یک روزنامه‌نگار به اسم Carsten Thomassen بود که سه بار مورد شلیک گلوله قرار گرفت و بعداً در اثر جراحات وارده درگذشت. یکی دیگر از زخمیان نروژی یک کارمند مرد از وزارت امور خارجه نروژ بود. آن‌ها توسط سربازان نروژی به یک بیمارستان محلی آیساف در کابل منتقل شدند،جایی که Thomassenدر اثر جراحات وارده درگذشت.
دو نگهبان هتل، یک زن کارمند فیلیپینی و یک شهروند آمریکایی به نام Thor Hesla که یک مبارز انتخابات سیاسی برای مدت طولانی برای دیوید وو، بیل بردلی و بیل کلینتون بود نیز در بین سایر کشته شده‌ها حضور داشت.
یکی از مهاجمان توسط نیروهای امنیتی و یک مهاجم دیگر در اثر انفجار کشته شد. یک دیپلمات از امارات متحده عربی نیز از شکم مورد اصابت گلوله قرار گرفت و به شدت مجروح شد.

### عاملان
یکی از متخصصین غربی که پس از حمله به هتل رسیده بود اظهار کرد که یکی از چهار مهاجم در لابی هتل کشته شده، یکی دیگر خود را در حیاط هتل منفجر کرده، یکی دیگر از مهاجمان که اشتباهی خود را در سقف هتل گیر انداخته بود خود را منفجر کرده و نفر چهارم که سعی داشت از محل بگریزد توسط نیروهای امنیتی دستگیر شده‌است.

### وزیر امور خارجه جوناس گار استور
وزیر امور خارجه نروژ جوناس گار استور هنگام حمله در هتل سرینا همراه با یک هیئت بزرگ از وزارت امور خارجه نروژ حضور داشت. همه افرادی که در جلسه حضور داشتند، یک طبقه پایین‌تر از لابی، جایی که نیروهای امنیتی نروژی حضور داشتند بودند.
هیئت در زمان حمله به پناهگاهی در زیر زمین هتل جابجا شدند. حمله زمانی آغاز شد که جوناس جلسه خود را با رئیس کمیسیون حقوق بشر افغانستان آغاز کرده بود.
بان کی مون، دبیرکل سازمان ملل متحد، بعدها گفت که هیئت نروژی به رهبری جوناس گار استور، وزیر امور خارجه اهداف این حمله بوده‌است. در حالیکه طالبان بیانیه‌های مختلفی را منتشر کرده‌است. یک منبع ادعا کرده بود که وزیر امور خارجه هدف حمله نبوده‌است، اگرچه رسانه‌های نروژی ادعا دارند که طالبان تمایل دارند که طالبان به هتل سرینا هنگامی که جوناس در آن محل حضور دارند، حمله کنند تا در سطح بین‌المللی رعب و وحشت ایجاد کنند.
به دلیل مسائل امنیتی، جوناس ادامه سفر خود را پس از این حمله لغو کرد.

## واکنش‌های بین‌المللی

### کشورها
- نروژ – نخست‌وزیر نروژ ینس استولتنبرگ حمله به هتل سرینا را محکوم کرد و گفت: این حمله غیرقابل قبول علیه غیرنظامیان و حمله علیه روند صلح و ثبات در افغانستان است. اکنون ما باید به درمان سریع مورد نیاز تمرکز کنیم.